# Knappschaft Kliniken Westfalen
Die Knappschaft Kliniken Westfalen sind ein deutsches Gesundheitsunternehmen im östlichen Ruhrgebiet und entstanden 2010 durch den Zusammenschluss der Knappschaft Kliniken Dortmund und der Knappschaft Kliniken Lünen. Inzwischen gehören die Knappschaft Kliniken Lütgendortmund und die Knappschaft Kliniken Kamen ebenfalls zum Unternehmen. In den vier Häusern erfolgt eine ambulante und stationäre Grund- und Regelversorgung von jährlich mehr als 150.000 Patienten. Die Knappschaft Kliniken Westfalen gehören mit allen vier Häusern zum Verbund der Knappschaft Kliniken. Hauptgeschäftsführer ist seit 2018 Stefan Aust, Geschäftsführer Michael Kleinschmidt.

## Geschichte
2010 fusionierten die Knappschaft Kliniken Dortmund und die Knappschaft Kliniken Lünen Lünen zum  Klinikum Westfalen. Anfang des Jahres 2013 folgten dann die Knappschaft Kliniken Kamen, zum 1. Januar 2015 das ehemalige Evangelische Krankenhaus Lütgendortmund, jetzt Knappschaft Kliniken Lütgendortmund. 2024 erfolge eine Umfirmierung zu Knappschaft Kliniken Westfalen.
Die Knappschaft Bahn-See sowie die Städte Lünen und Kamen sind Gesellschafter der Knappschaft Kliniken Westfalen. Das Unternehmen hat etwa 2.350 Beschäftigte.

## Medizinische Versorgung
In den vier Häusern erfolgt eine ambulante und stationäre Grund- und Regelversorgung inklusive Altersmedizin und Psychiatrie, darüber hinaus bieten Medizinische Fachzentren wie das Krebszentrum der Knappschaft Kliniken Westfalen, das Lungenfachzentrum Westfalen in Lünen, zwei Endoprothetikzentren in Dortmund und Kamen, das Herzzentrum Westfalen, die Gefäßmedizin in Kamen, die Schlaganfalleinheit in Dortmund oder die Chirurgischen Kliniken eine Versorgung in Schwerpunktaufgaben.